# Glycera alba
Glycera alba é uma espécie de anelídeo pertencente à família Glyceridae.
A autoridade científica da espécie é O.F. Müller, tendo sido descrita no ano de 1776.
Trata-se de uma espécie presente no território português, incluindo a sua zona económica exclusiva.